# Alteveer (Noordenveld)
Alteveer is een buurtschap in de gemeente Noordenveld, in de Nederlandse provincie Drenthe. Het ligt net ten (zuid)oosten van Roderesch en ten westen van Lieveren.
Tussen het dorp Roden en de buurtschap Alteveer is het Mensingebos gelegen. Het zuidelijke deel van dit bosgebied valt onder de buurtschap en wordt ook wel geduid als het Alteveersebos. Alteveer heeft een eigen postcode.
De buurtschap is ontstaan rond 1830 toen de eerste bewoners in keten en plaggenhutten er kwamen wonen. De keten werden uiteindelijk vervangen door stenen bewoning. Tegen het eind van de twintigste eeuw is het populaire buitengebied geworden om te wonen maar desondanks heeft het zijn plattelandskarakter behouden. Bij het kleine bos Dennekamp zijn er zomerhuisjes gelegen. Nabij is ook de Holveen , wat een restant is van grotere veenplas. In de winter fungeert deze bij een strenggenoegen winter als de ijsbaan van Alteveer en Roderesch.
De naam Alteveer komt zeer waarschijnlijk van een Drentse uitdrukking zoals: 'I'J bint aal te ver'. (Je bent steeds te ver.) In tegenstelling tot het nabijgelegen dorp Altena (Drenthe) wat (in het Drents vertaald) kan worden uitgelegd als: 'Al te nao' (Steeds te dicht bij). Altena is dan ook daadwerkelijk dichterbij grotere plaatsen als Roden en Peize dan Alteveer.

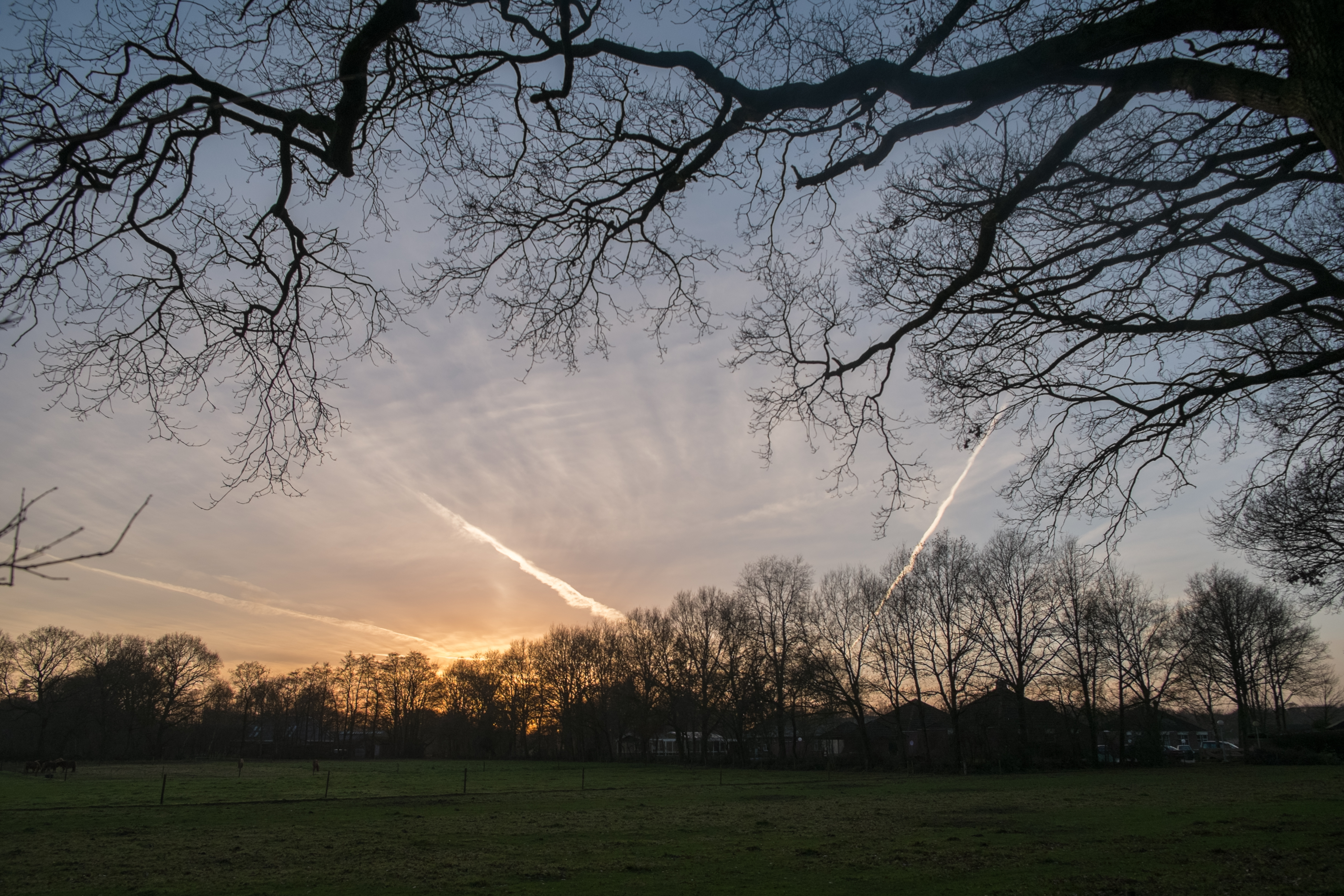
Silhouet van Alteveer vanaf de Melkweg
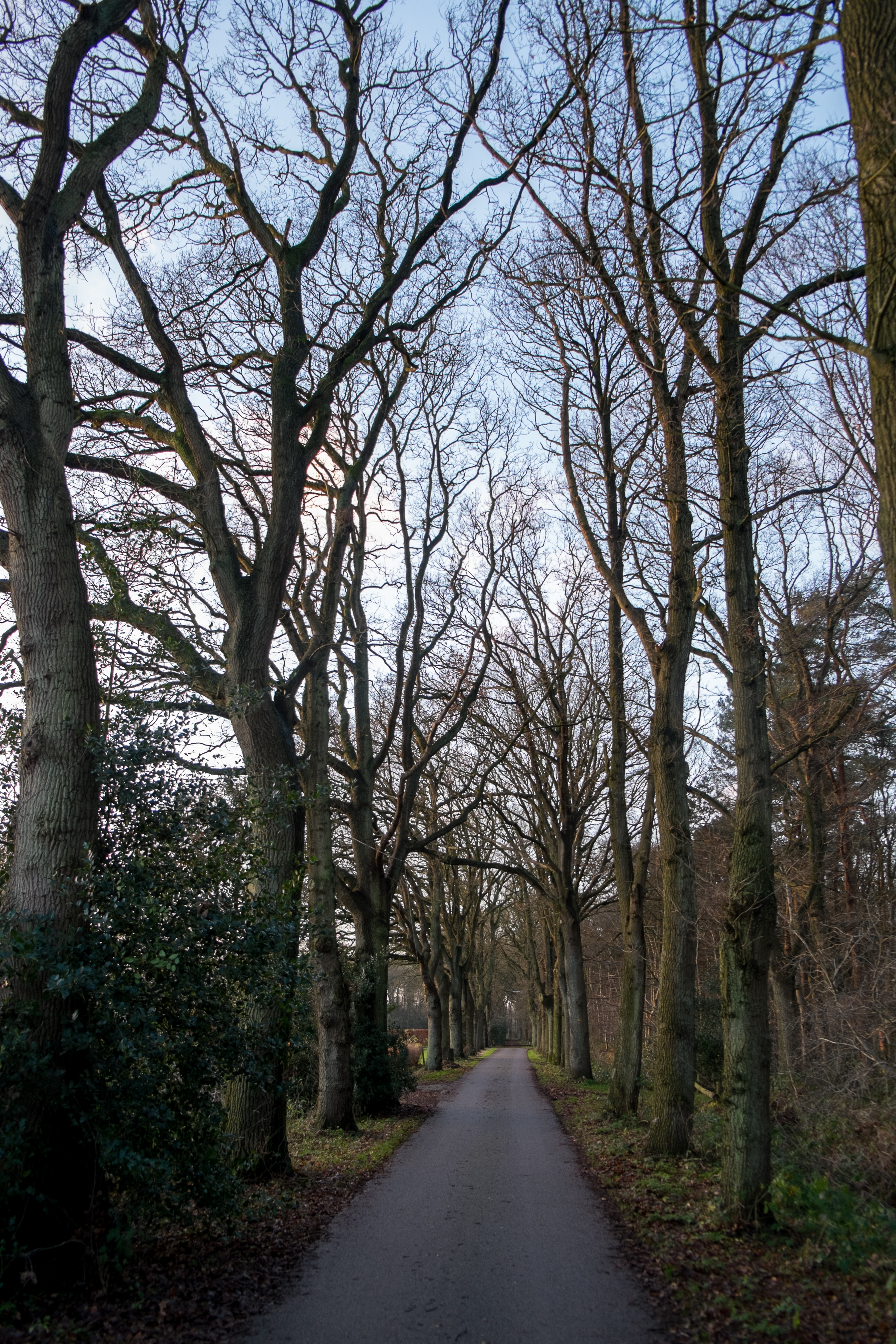
Oude bomen langs de Melkweg ten noorden van Alteveer

Hoofdplaats: Roden

Overige plaatsen: Allardsoog (deels) · Altena · Alteveer · Amerika · Boerlaan · Een · Een-West · De Streek · Foxwolde · Huis ter Heide · Klunderveen · Langelo · Lieveren · Leutingewolde · Matsloot · Nietap · Nieuw-Roden · Norg · Norgervaart (deels) · Oostindië (deels) · Peest · Peize · Peizermade · Peizerwold · De Pol · Roderesch · Roderwolde · Sandebuur · Steenbergen · Terheijl · Veenhuizen · Westervelde · Zuidvelde

Drenthe: Steden en dorpen      Nederland: Provincies · Gemeenten